# ارنو گرو
ارنو گرو (زادهٔ ۸ ژوئیه ۱۸۹۸ – درگذشتهٔ ۱۲ مارس ۱۹۸۰) کمونیست مجار بود که برای مدت کوتاهی در ۱۹۵۶ رهبری این کشور را در دست داشت. او در فرانسه برای کمینترن فعالیت می‌کرد و در جنگ داخلی اسپانیا نیز جنگید. در انتخابات حزب کمونیست مجارستان در نوامبر ۱۹۴۵ تحت رهبری گرو و ماتیاش راکوشی، کمونیست‌ها تنها ۱۷ درصد آرا را داشتند. با این حال فرماندهٔ شوروی در مجارستان، مارشال کلمنت وروشیلوف دولتی ائتلافی شکل داد که کمونیست‌ها در آن نقش مهمی داشتند و کمونیست‌ها در ۱۹۴۷ با راکوشی به عنوان نخست‌وزیر به قدرت رسیدند. گزارش محرمانه خروشچف، علیه استالین به ضرر راکوشی تمام شده و باعث شد که او در ۱۸ ژوئیه ۱۹۵۶ سمت خود را ترک گوید. اما او موفق شد گرو را به عنوان جانشین خود سرکار بیاورد. در انقلاب مجارستان و اتفاقات حول آن گرو مجبور به استعفا شد و یانوش کادار به جای او سرکار آمد. گرو به شوروی تبعید شد و در سال ۱۹۶۰ اجازه ورود به مجارستان یافت، پس از آن گهگاهی به عنوان مترجم در زمان بازنشستگی کار می‌کرد. او در سن ۸۱ سالگی در بوداپست درگذشت.